# Дмитриј Хлестов
Дмитриј Алексејевич Хлестов (рус. Дмитрий Алексеевич Хлестов; 21. јануар 1971) бивши је руски фудбалер.

## Каријера
Играо је на позицији одбрамбеног играча. Фудбалску каријеру започео је 1989. године у Спартаку из Москве. Био је један од главних играча Спартака и забележио је скоро 200 утакмица за „црвено-беле”. Од 2000. године прелази у турски Бешикташ. Већ 2002. године вратио се у Спартак, али није био стандардан у првом тиму. Крајем 2008. године Хлестов је завршио професионалну каријеру, али је наставио да игра фудбал на аматерском нивоу за нижеразредне клубове. 
Наступао је три пута за олимпијску селекцију СССР, а три пута је играо за уједињену репрезентацију ЗНД која је настала након распада Совјетског Савеза. Био је члан слекције Русије на завршном турниру Светског првенства 1994. у САД. Због повреде није ишао на Европско првенство 1996. Укупно је одиграо 49 утакмица за руски национални тим.

## Успеси
- Премијер лига Русије: 1992, 1993, 1994, 1996, 1997, 1998, 1999, 2000.
- Куп Русије: 1992, 1994, 1998, 2003.